# بندر لوج

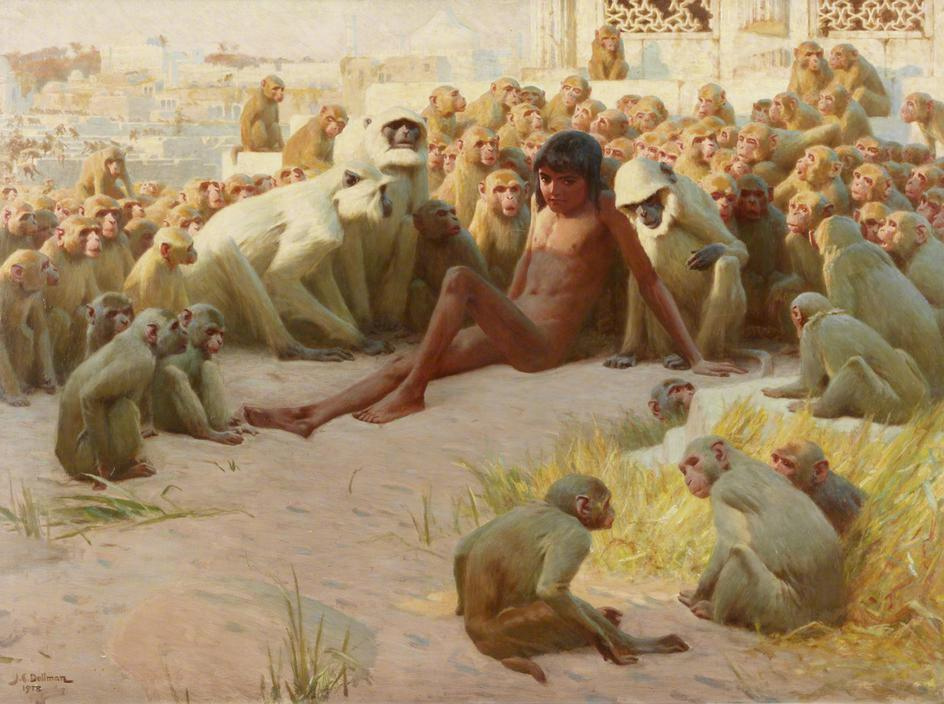
" تعيين ماوكلي زعيمًا لبندر لوج" صورة بريشة جون تشارلز دولمان ، 1903

بندر لوج ( (بالهندية: बन्दर-लोग)‏ هو مصطلح استخدم في كتاب الأدغال لروديارد كبلينج (1894) لوصف قرود غابة سيوني.
أما معنى كلمة بندر لوج في اللغة الهندية فهي تعني بندر "قرد" وتعني كلمة لوج "أشخاص" - وبالتالي فإن المصطلح يشير ببساطة إلى "الأشخاص القرود". وقد أصبح المصطلح منذ ذلك الحين يشير أيضًا إلى "أي مجموعة من الثرثرة غير المسؤولة".